# Tarare (opera)
Tarare är en opera i fem akter med musik av Antonio Salieri och libretto av Pierre de Beaumarchais. Senare skulle Salieri göra en italiensk version med titeln Axur, re d'Ormus.

## Historia
Beaumarchais var angelägen om att skapa en sensation med operan så han tog till alla knep för att åstadkomma spänning. Det för-revolutionära Paris var en lämplig bakgrund för uppgiften. Operan hade premiär den 8 juni 1787 på Parisoperan.
Tarare är högst ovanlig i sin form och innehåller alla former av recitativ och korta ariosopassager som dock aldrig utvecklas till traditionella arior. Som musikdrama påvisar den en radikal behandling som liknar Glucks operor, och som inte skulle upprepas förrän Wagner utvecklade sin operareform med musikdramat.

## Personer
- Naturen (sopran)
- Elden, förälskad i Naturen (basbaryton)
- Atar, Kung av Ormus (basbaryton)
- Tarare, en soldat i hans tjänst (baritenor)[1]
- Astasie, Tarares hustru (sopran)
- Arthénée, Brahmas överstepräst (basbaryton)
- Altamort, general och översteprästens son (basbaryton)
- Urson, Atars vaktchef (basbaryton)
- Calpigi, chef över eunuckerna (haute-contre)
- Spinette, Calpigis hustru (sopran)
- Elamir (gossopran)
- En Brahmapräst (basbaryton)
- En slav (basbaryton)
- En eunuck (basbaryton)
- En herdinna/En skugga A shepherdess/A shadow (prolog) (sopran)
- En bonde (basbaryton)

## Handling
Kung Atar är avundsjuk på Tarares lycka, en av sina officerare. Han bestämmer sig för att plåga honom på alla sätt han kan. Först bränner han ned Tarare hus och låter sedan föra bort hans hustru Astaise. Han tvingar sina präster att göra falska profetior och dömer slutligen Tarare och Astaise att brännas levande. Men Tarare är så populär bland folket att deras ilska stillas. Kung Atar störtas och ersätts av en god kung vald av folket - Tarare.